# Polná (zámek)
Hrad a zámek Polná je pozůstatek kdysi mohutné stavby ze 14. století, dnes kulturní památka v městě Polná v okrese Jihlava. Hrad se nachází na západním okraji historického jádra Polné, nad rybníkem Peklo.

## Historie

### Založení
Patří mezi nejstarší feudální stavby v Česku a stal se nejstarší dochovanou památkou v Polné. Postaven zřejmě kolem roku 1320 Jindřichem z Lipé na ostrohu nad soutokem říčky Šlapanky a Ochozského potoka k ochraně zemské stezky. Čeněk z Lipé panství Polná v roce 1356 postoupil Ješkovi Ptáčkovi z Pirknštejna, v tomto roce se hrad připomíná poprvé. Příchod do hradu byl tehdy možný od města nedochovanou přední bránou, nebo z Kateřinského předměstí bránou, nad níž byla postavena věž o třech poschodích. V jádru hradu se tehdy tyčila tzv. Červená věž: mohutná válcová věž (což dokládá nejstarší obraz Polné – veduta Jorise Hoefnagela z roku 1617), samotný hrad tvořil dvoukřídlý palác.

### Husitské války a 15. století

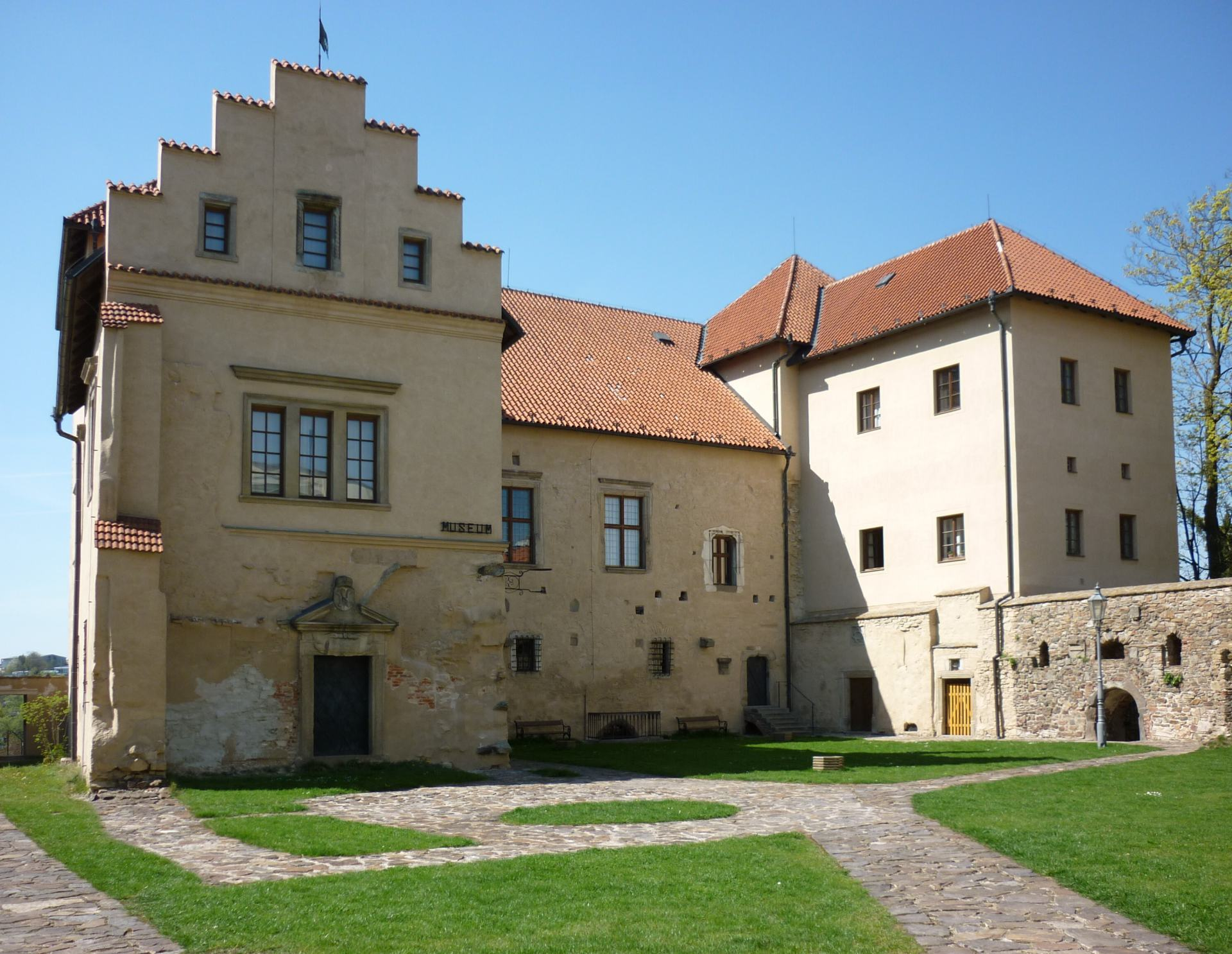
Zrekonstruované západní křídlo zámku

Za husitských válek byl hrad stále v držení pánů z Pirknštejna. Přebudován na rozsáhlý gotický hrad, který byl centrem polenského (později polensko-přibyslavského) panství. V patnáctém století rozšířili opevnění, zapojeny do něj byly i rybníky (Peklo, Pekýlko, Lázeňský rybník), z nichž pouze rybník Peklo existuje dodnes. Hynek Ptáček z Pirknštejna hrad na pomezí Čech a Moravy využíval k jednání s čelnými představiteli šlechty podobojí. V letech 1464–1515 drží hrad páni z Kunštátu. Jiří z Poděbrad si Polnou zvolil v roce 1468 za své dočasné sídlo při tažení proto Matyáši Korvínovi, když se snažil znovu dobýt třebíčský klášter a osvobodit svého syna. Za držení pánů z Kunštátu byl hradní palác (západní křídlo hradu) přestavěn, tuto událost dokládá v přízemí tohoto křídla dveřní portál kunštátským znakem a v patře rytířský sál, přezdívaný kvůli erbům na křížové klenbě Kunštátský.

### Páni z Hradce a 16. století
Do majetku pánů z Hradce přechází Polná v roce 1553, významné stavební projekty přinesla především vláda Zachariáše z Hradce. Po požáru v roce 1584 byl hrad renesančně přestavěn na zámek. V té době byl obnoven vyhořelý starý palác a Kunštátský sál, jak palác tak spojovací chodba se severním křídlem dostaly nová renesanční okna. Nově dostavěn byl tzv. Hradecký dům. O přestavbě svědčí rozsáhlý popis z roku 1622, zámek měl tehdy 7 zdobených světnic, věž a nábytkem i koberci bohatě zdobené pokoje. V majetku pánů z Hradce zámek po přestavbě zůstal až do roku 1597. Po tomto roce se majitelé střídali (Zejdlicové ze Šenfeldu, Bořitové z Martinic), v roce 1623 jej od císaře Ferdinanda II. koupil olomoucký biskup, kardinál František z Ditrichštejna.

### Ditrichštejnové

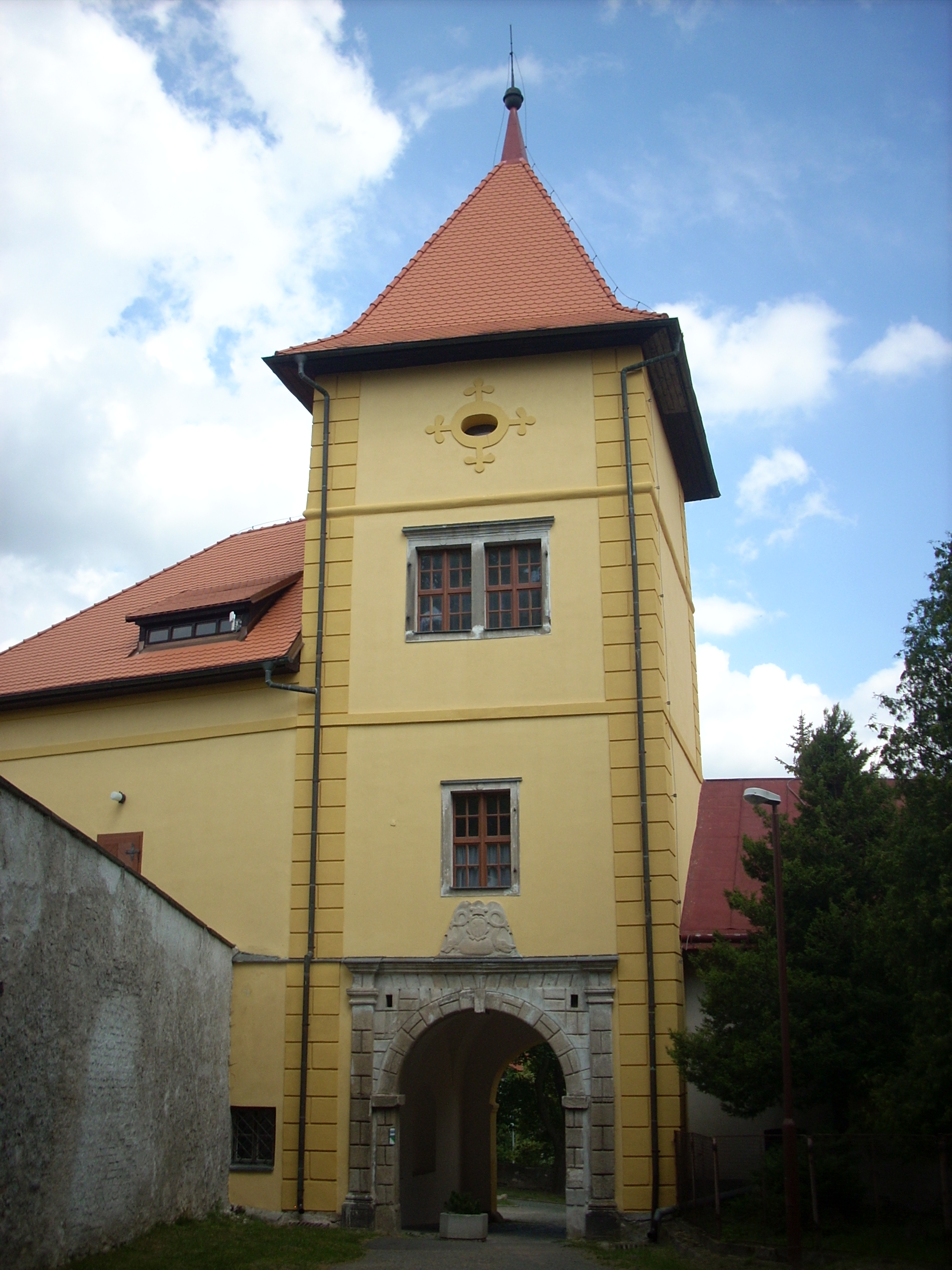
Dochovaná brána z Kateřinského předměstí

Kardinál z Ditrichštejna dal opravit vstupní bránu v třípatrové hranolové věži (jak o tom svědčí dochovaný latinský nápis nad branou), nicméně v letech 1645 a 1647 byl zámek vypálen Švédy. V letech 1690–1693 za panování Ferdinanda Ditrichštejna získal zámek při přestavbě barokní podobu, tehdy byla postavena východní a jižní strana vnitřního nádvoří, kde na místě starších, Švédy poškozených budov vznikla nová křídla. V roce 1693 na nádvoří zavedli vodovod a byla vybudována kamenná kašna. Zámek byl vážně poškozen požáry z let 1734, při obsazení francouzským vojskem roku 1742 a opět roku 1744. Proto již v letech 1744-1751 pro Maxmiliána Karla Ditrichštejna provedl další přestavbu se vstupním portálem František Antonín Grimm. V roce 1753 zámek sloužil již jen jako obydlí panských úředníků.V roce 1794 po obrovském požáru z renesanční čtyřkřídlé stavby zůstal pouze západní trakt, zbytek (především nejvyšší poschodí a zámecká kaple) musel být zbourán, ze severního křídla zbyly jen sklepy pod zbořenou kaplí a arkádovou chodbou, beze stopy zmizela Červená věž. V roce 1808 došlo k přesunutí sídla panství do Přibyslavi a zámek začal chátrat a sloužil k hospodářským účelům, v části vybudovali několik bytů. Po několik desetiletí jej místní občané využívali jako „veřejný lom“, takže kameny z polenského zámku můžeme najít v základech mnoha zdejších domů, používaly se také na dláždění, např. chodníku na Sezimově náměstí. V letech 1712–1927 tu fungoval panský pivovar, který konkuroval měšťanskému.

### Částečná obnova po roce 1922
V roce 1922 koupil objekt zámku Václav Pojmon (či Pojmann) a věnoval ho polenskému Sokolu a Spolku městského muzea, budova byla rekonstruována podle architekta K. Hilberta. Obnoveno bylo první patro západního křídla se třemi sály: Pirknštejnským, Hradeckým a Kunštátským. Po roce 1960 se zámek stal pobočkou Muzea Vysočiny v Jihlavě, péčí muzea tehdy vznikla expozice národního obrození, kupeckého krámu a staré lékárny. V 70. letech prošel další nákladnou rekonstrukcí, v části zámku tehdy vznikl hotel s restaurací. Další obnova probíhala postupně v letech 1985–2004..

## Popis

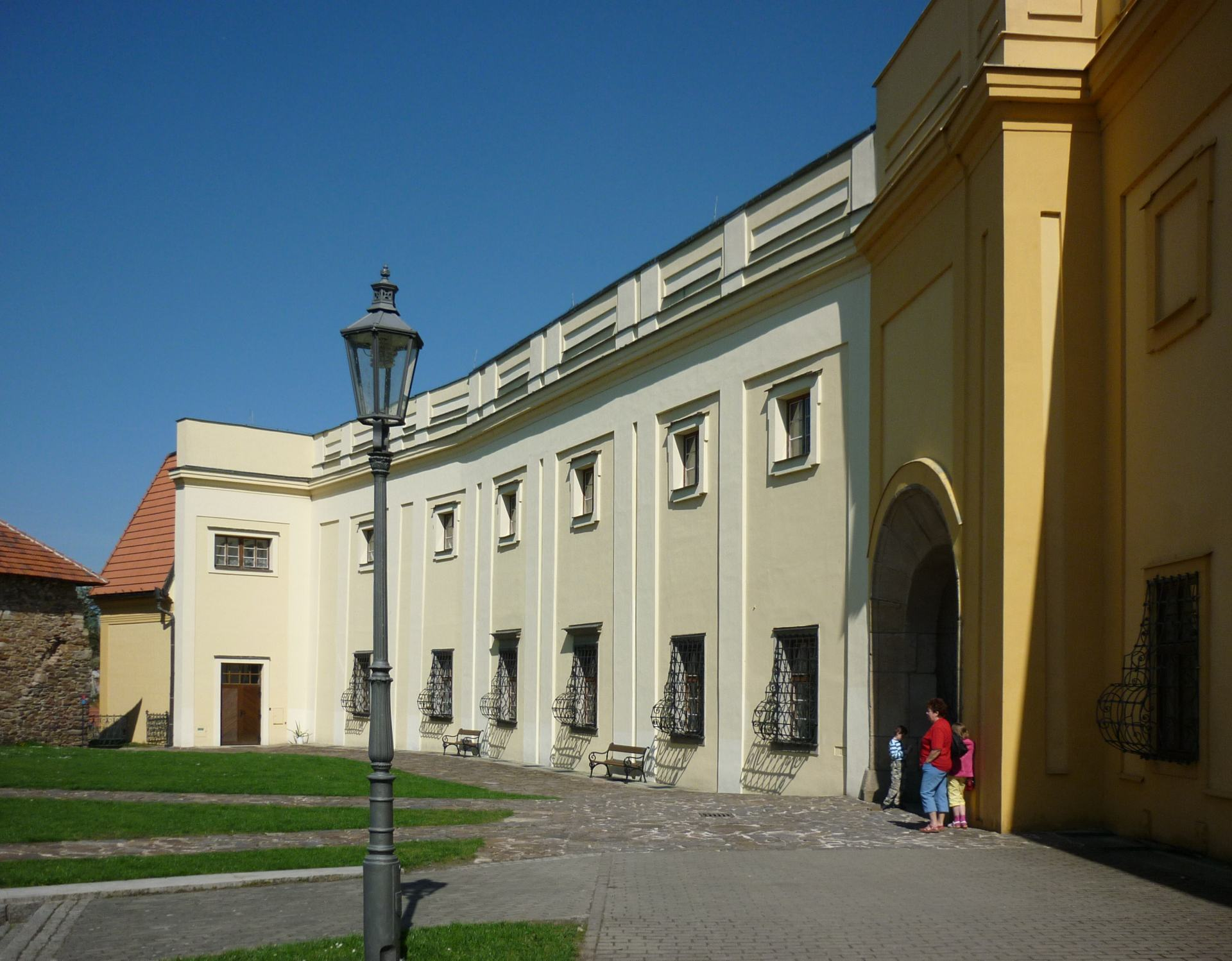
Východní, Ditrichštejnské křídlo zámku (dnes muzeum)

Do zámku se vchází buďto od města, otevřeným vjezdem na místě bývalé brány, nebo z Kateřinského předměstí dochovanou bránou s latinským nápisem o rekonstrukci za kardinála Františka z Ditrichštejna. Průjezdem v jednopatrovém traktu se lze dostat na vnitřní nádvoří, které na severu a západě chrání hradební zeď, s baštou na severozápadním nároží. Z původního hradního paláce se dochovalo pouze patrové západní křídlo, renesančně přestavěné, na zemi nádvoří je přibližná rekonstrukce základů původních budov hradu. Expozice muzea i dochovaný objekt zřícené a opravené části hradu je přístupný veřejnosti v návštěvních hodinách. Nádvoří zdobí socha Boženy Němcové od Jana Adolfa Vítka.

## Pověsti
Na zámku má být ukryt poklad, který údajně zazdívali dva synové hluchého zámeckého klíčníka, které dal zámecký pán později jakožto nepohodlné svědky odstranit.
Správce polenského panství Jan Kašpar Khautz/Kauc († 1759) prý kdysi uzavřel smlouvu s ďáblem. Po deseti letech si jej měl ďábel odnést do pekla, avšak správce se zachránil tím, že ďáblu položil otázku, kterou pekelník nedokázal zodpovědět. Khauc je pochován v kryptě v polenském děkanském kostele. V tajné kobce na zámku, vedle arkýře, kde prý pekelníka vyvolal, měla být umístěna tabulka s jeho jménem., Ve skutečnosti jde o tabulku z jeho rakve, zařazenou do sbírek zdejšího muzea.